# Castelul Horváth-Petrichevich din Păsăreni

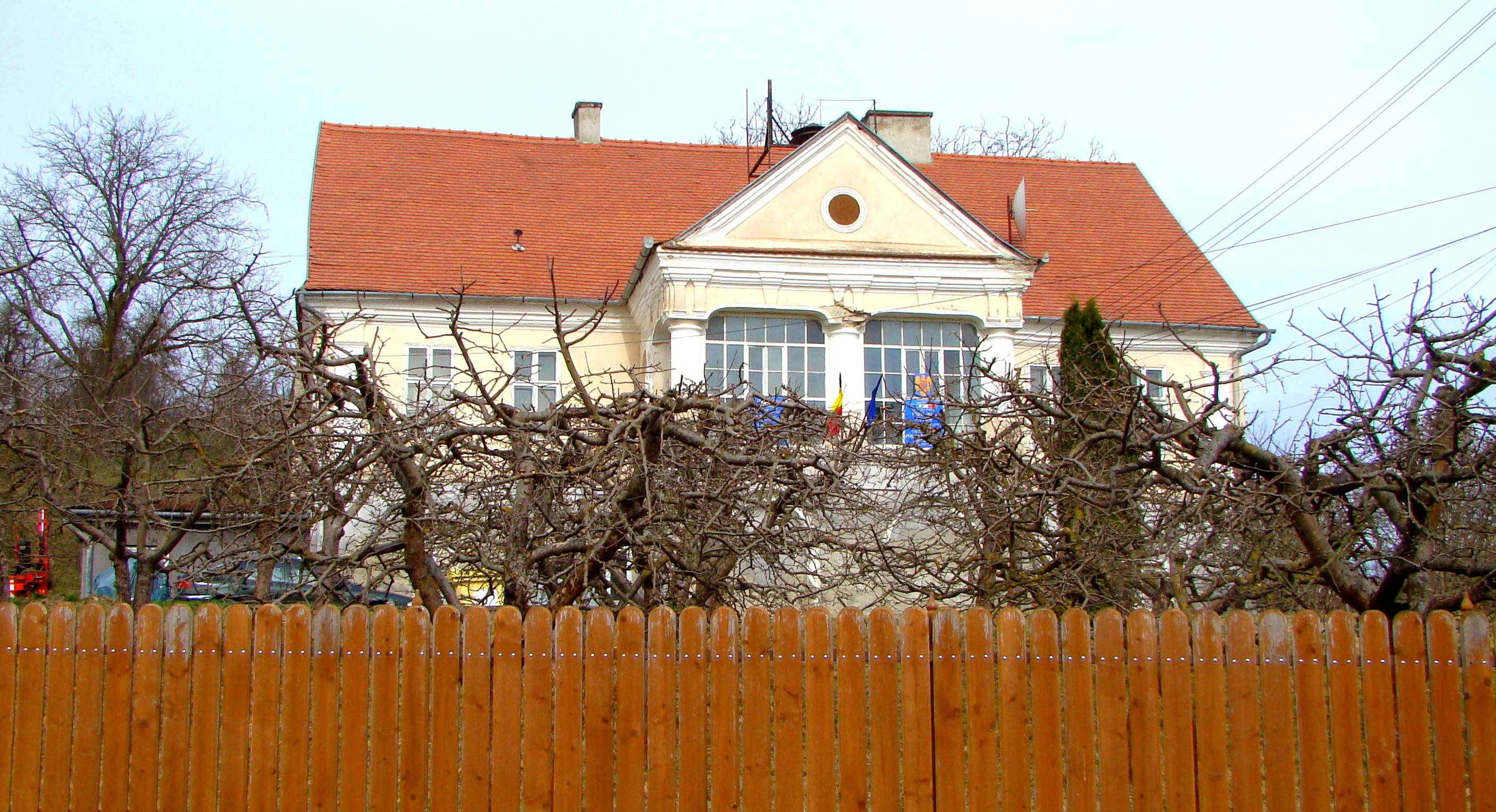
- Castelul Horváth-Petrichevich din Păsăreni (martie 2022)

Castelul  Horváth-Petrichevich din Păsăreni este o clădire cu valoare istorică și arhitectonică aflată pe teritoriul satului Păsăreni, comuna Păsăreni, județul Mureș. Construcția și mobilarea castelului se leagă de numele lui Albert Petrichevich-Horváth care, datorită loialității față de Curtea de la Viena, între anii 1840–60 și-a construit o carieră importantă în administrație.

## Localitatea
Păsăreni, mai demult Bacicamădăraș, (în maghiară Backamadaras) este satul de reședință al comunei cu același nume din județul Mureș, Transilvania, România. Satul Păsăreni este atestat documentar în anul 1392, cu denumirea Bachka Madaras.

## Istoric și trăsături
Nu există multe informații despre familia Petrichevich din Păsăreni. Demnitarul imperial Albert Petrichevich-Horváth (1800–1874) este primul membru al familiei despre care există date certe. Albert Horváth a primit probabil moșia după căsătoria în 1826 cu baronesa Zsuzsa Szentkereszti. Ridicarea topografică iozefină arată că pe locul castelului s-a aflat o clădire mai mică.
Data construcției în stil baroc poate fi plasată în prima jumătate a secolului al XIX-lea. Prispa prezintă trei coloane cu capiteluri toscane și două intrări cu arcade. Castelul cunoscut astăzi sub denumirea Petrichevich-Horváth, a intrat ulterior în posesia vicontelui László Sándor.
În 1925 edificiul a fost cumpărat de comunitate și de atunci este sediul Primăriei.

## Imagini

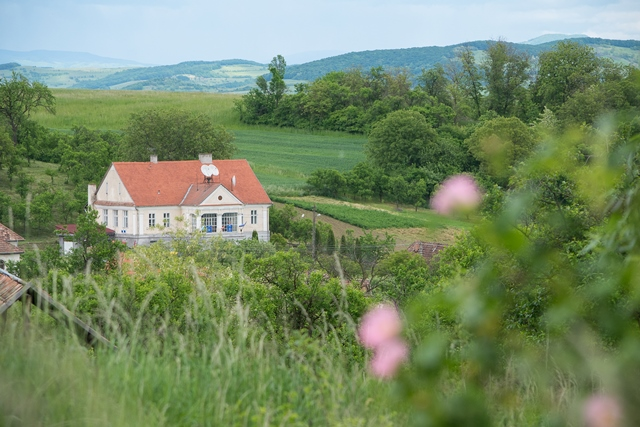
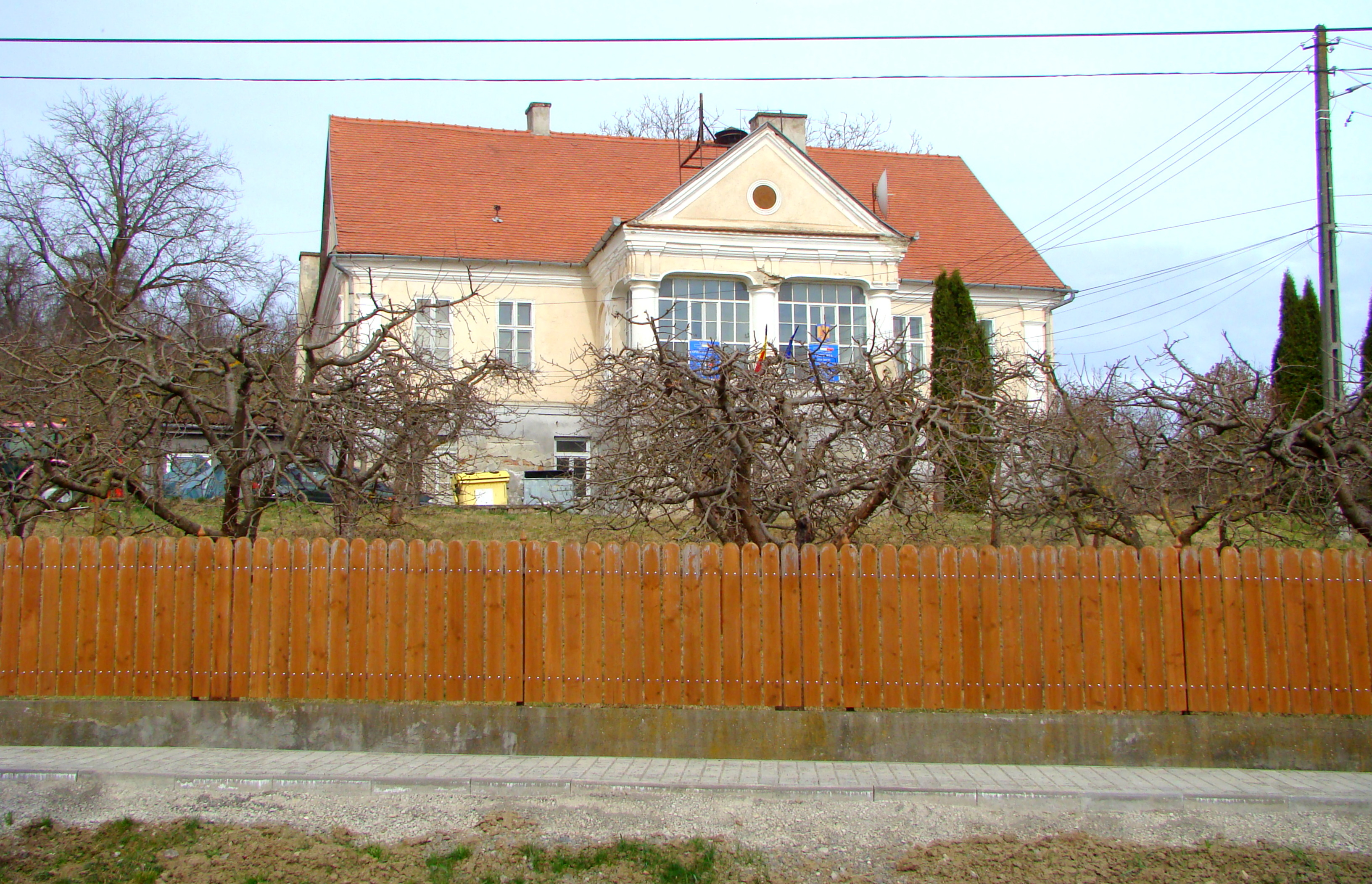
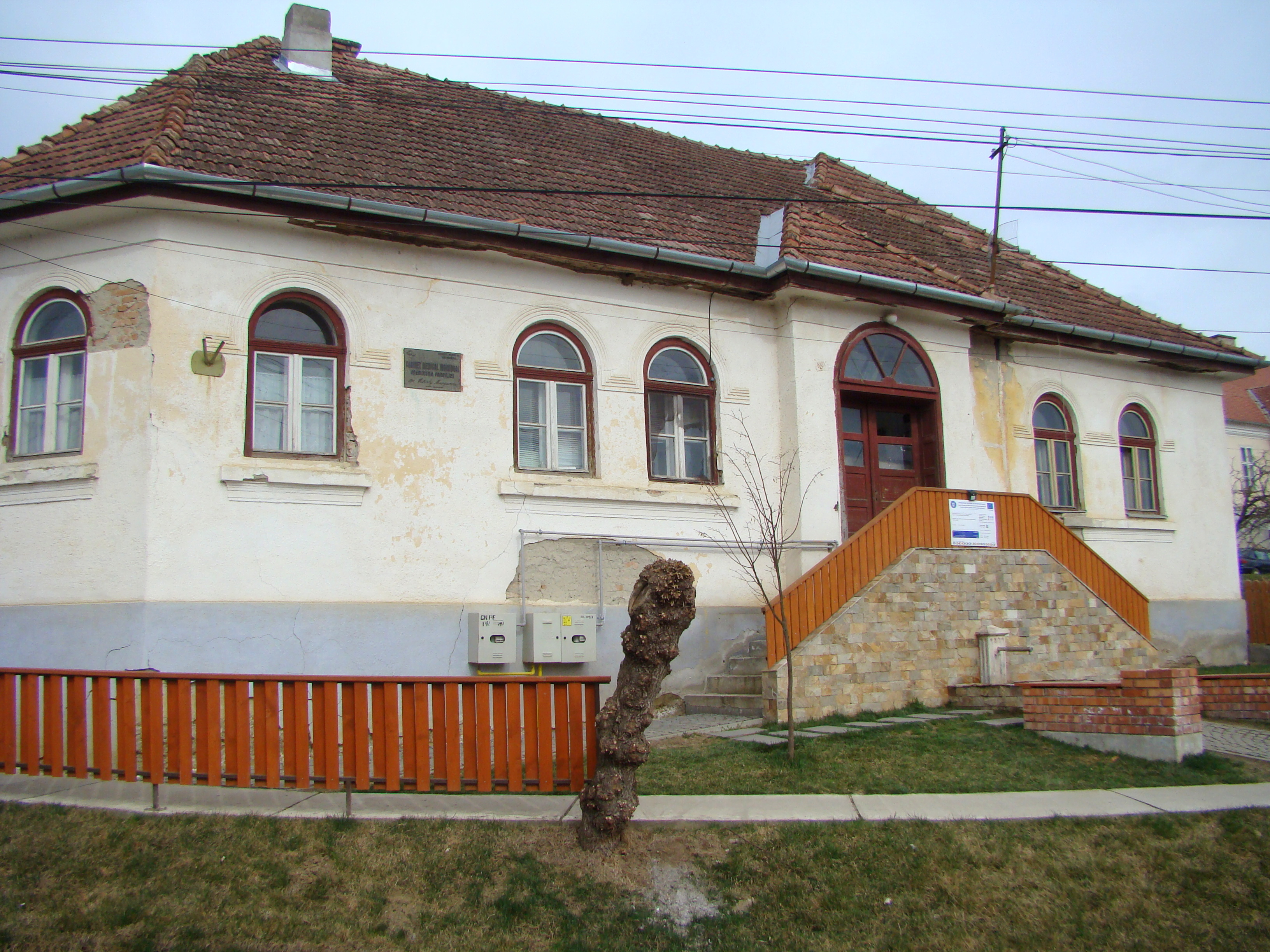
Clădire anexă, în prezent cabinet de medic de familie
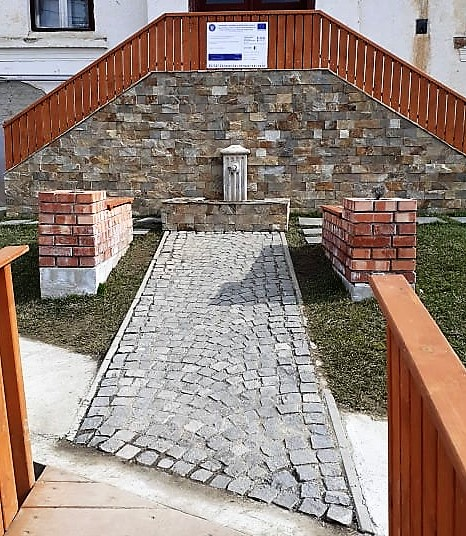
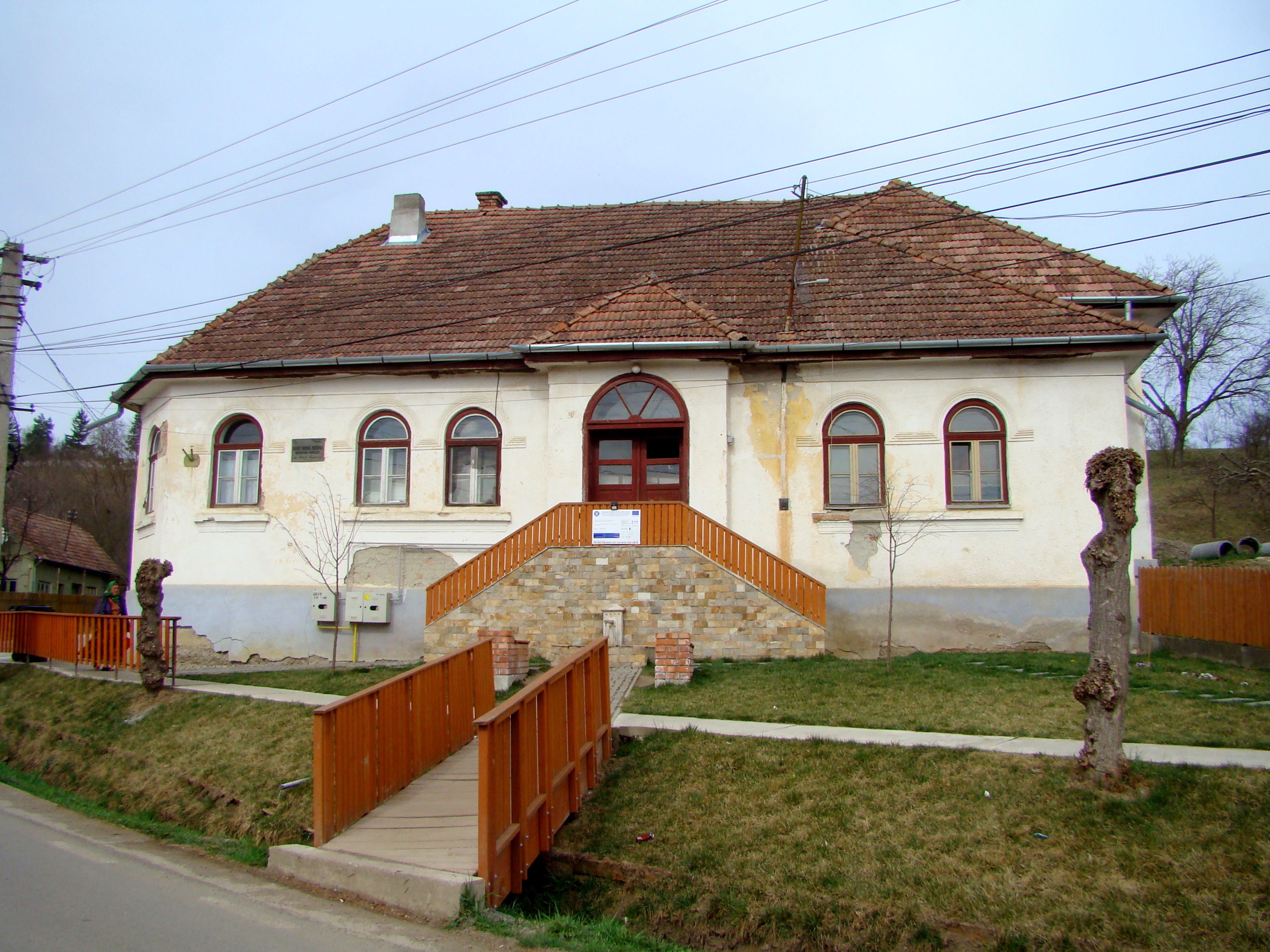
Clădire anexă, în prezent cabinet de medic de familie
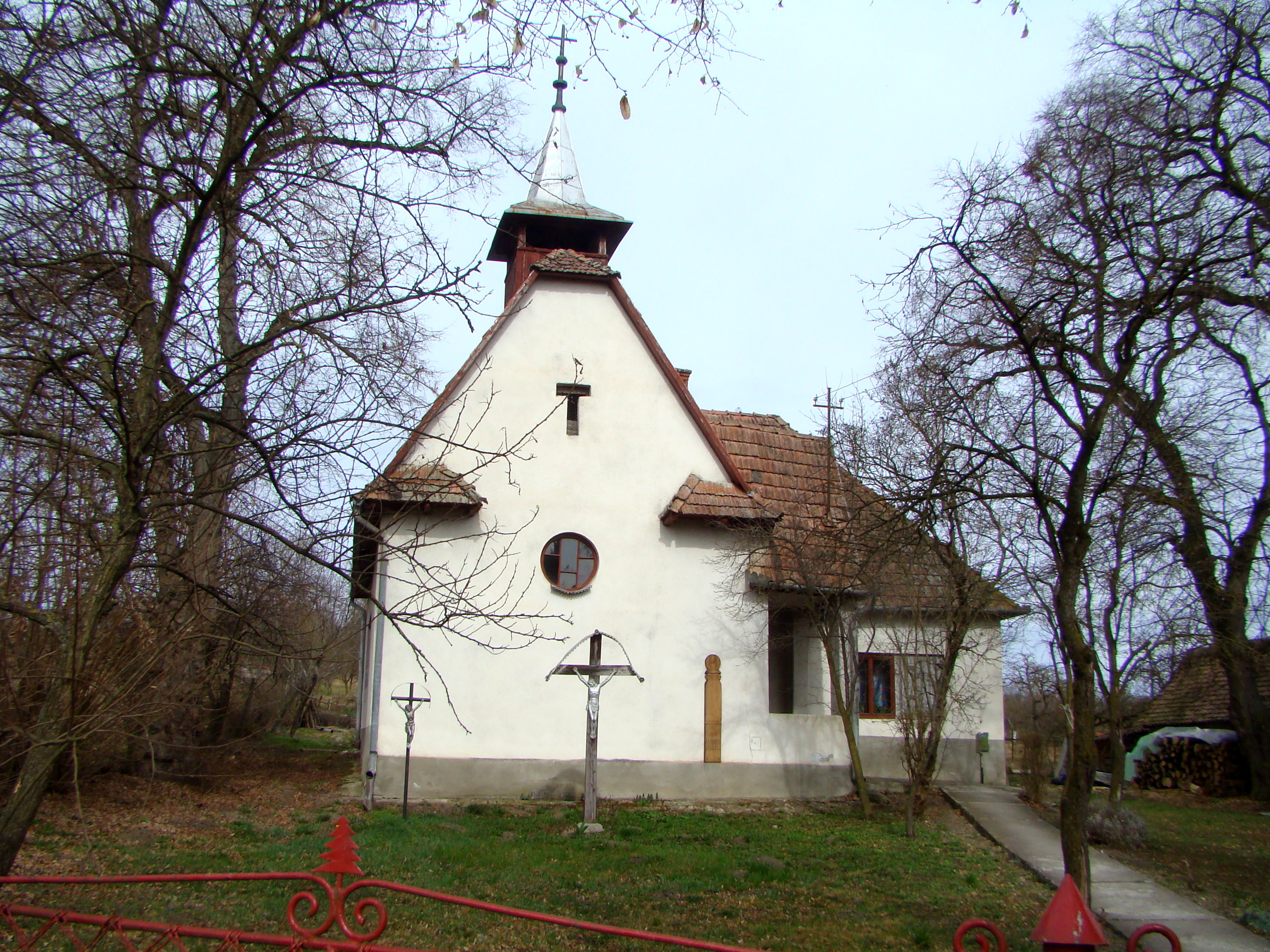
Biserica romano-catolică din Păsăreni a fost ridicată în anul 1910, cu rol de capelă pentru castelul Horváth-Petrichevich, aflat lângă biserică.